# エジレイ オプティカ
エジレイ オプティカ
エジレイ オプティカ
- 用途：観測機
- 設計者：ジョン・エジレイ
- 製造者：ブルックランズ・エアロスペース
- 初飛行：1979年12月14日
- 生産数：21機

エジレイ EA-7 オプティカ（Edgley EA-7 Optica）は、観測用ヘリコプターの特性を、固定翼機かつ、低コストで実現するコンセプトで設計されたイギリスの飛行機である。

## 概要
ジョン・エジレイ（John Edgley）は観測ヘリを低価格で代用できる機体を目指し、1974年にエジレイ・エアクラフトを設立。小型の飛行機の設計をスタートした。製造はイギリスのブルックランズ・エアロスペースに発注された。
全体はコックピットがある前部胴体の後ろにエンジン類が搭載された後部ユニットが連結され、主翼は後部ユニットに、尾翼類は主翼に接続されるという特異な設計である。
前部胴体はアルエット ヘリコプターに類似した前面ガラス張りで下方にも視界が開けているなどヘリコプターの様な構造であるが、これは広い視界が必要な観測機として設計されたためである。またコックピットは機体サイズの割に幅が広いため並列3座であるなど一般的な機体と異なる構造をもっている。一人で操縦が可能であるが、この際は左端の席に座る。
後部ユニットにはライカミングの水平対向6気筒エンジンを搭載しているが、単なる推進式プロペラではなくダクテッドファンを採用している。
主翼はテーパーの無い直線翼で、機体構造はアルミニウム製の応力外皮を持つ標準的な設計である。2枚の方向舵と高い位置にある1枚の昇降舵は台形のような形状に組み合わされており、方向舵が片持ち式の2本のブームで保持され主翼の下に繋がっている。これらの設計から失速速度は108 km/hと低速であり、観測任務に向いた操縦特性となった。
降着装置は固定式で、前輪は前部胴体下の左側に寄せて配置されている。後輪は尾翼を保持するブームと主翼の連結部に設置されている。
これらの特徴的な外観から「バグ・アイ」（"bug-eye"、虫眼）という名で報じられることがある。
また形状だけでなく飛行機にダクテッドファンが採用されたのは実験機がほとんどで、実用機としてはオプティカとRFB ファントレーナーしかない。
ヘリコプターの様なキャビンを持つ推進式の観測機としてはシーバード・シーカーがあり、ヨルダン軍など複数国で運用されている。

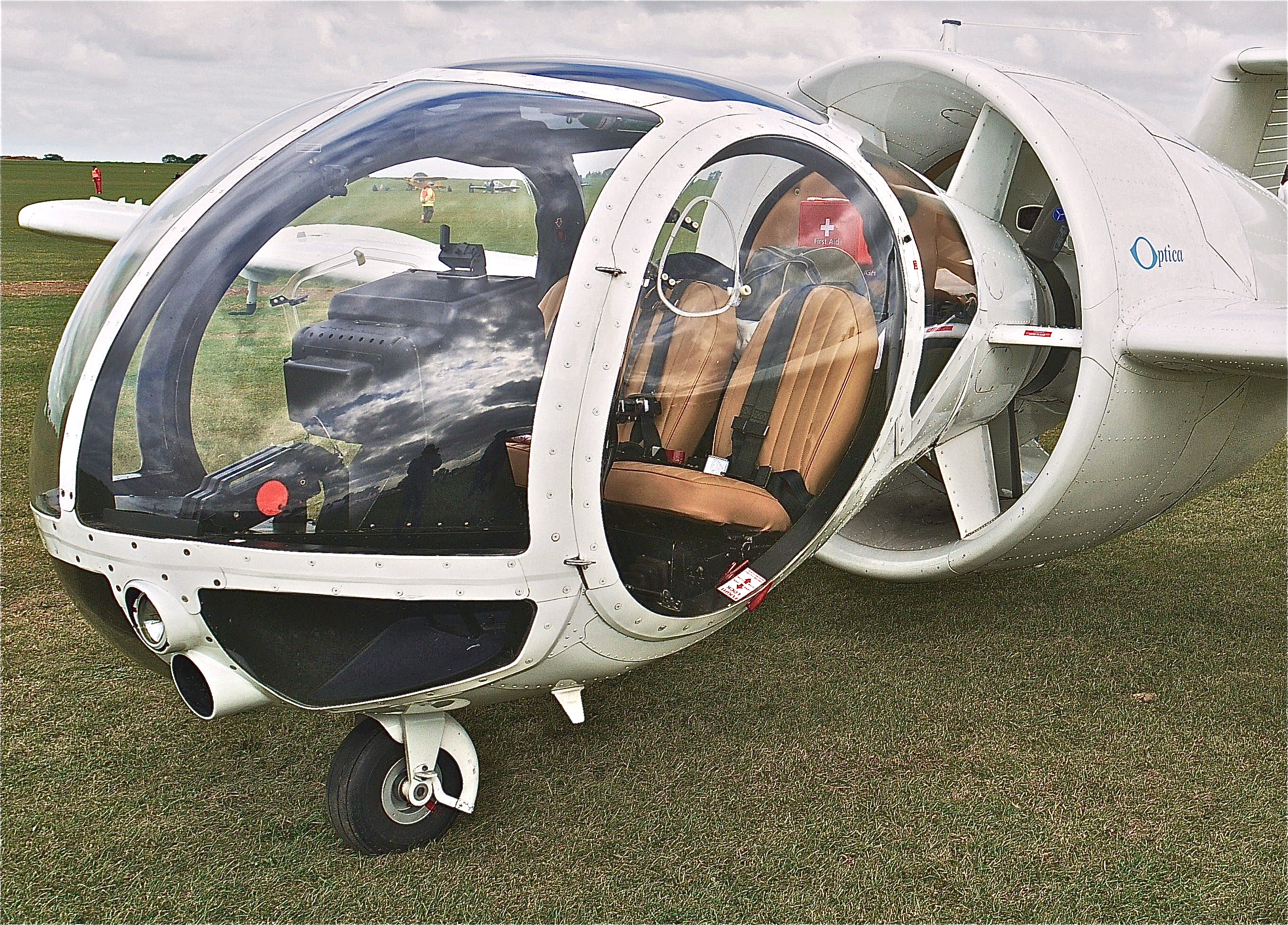
前部胴体とその背後のダクテッドファン
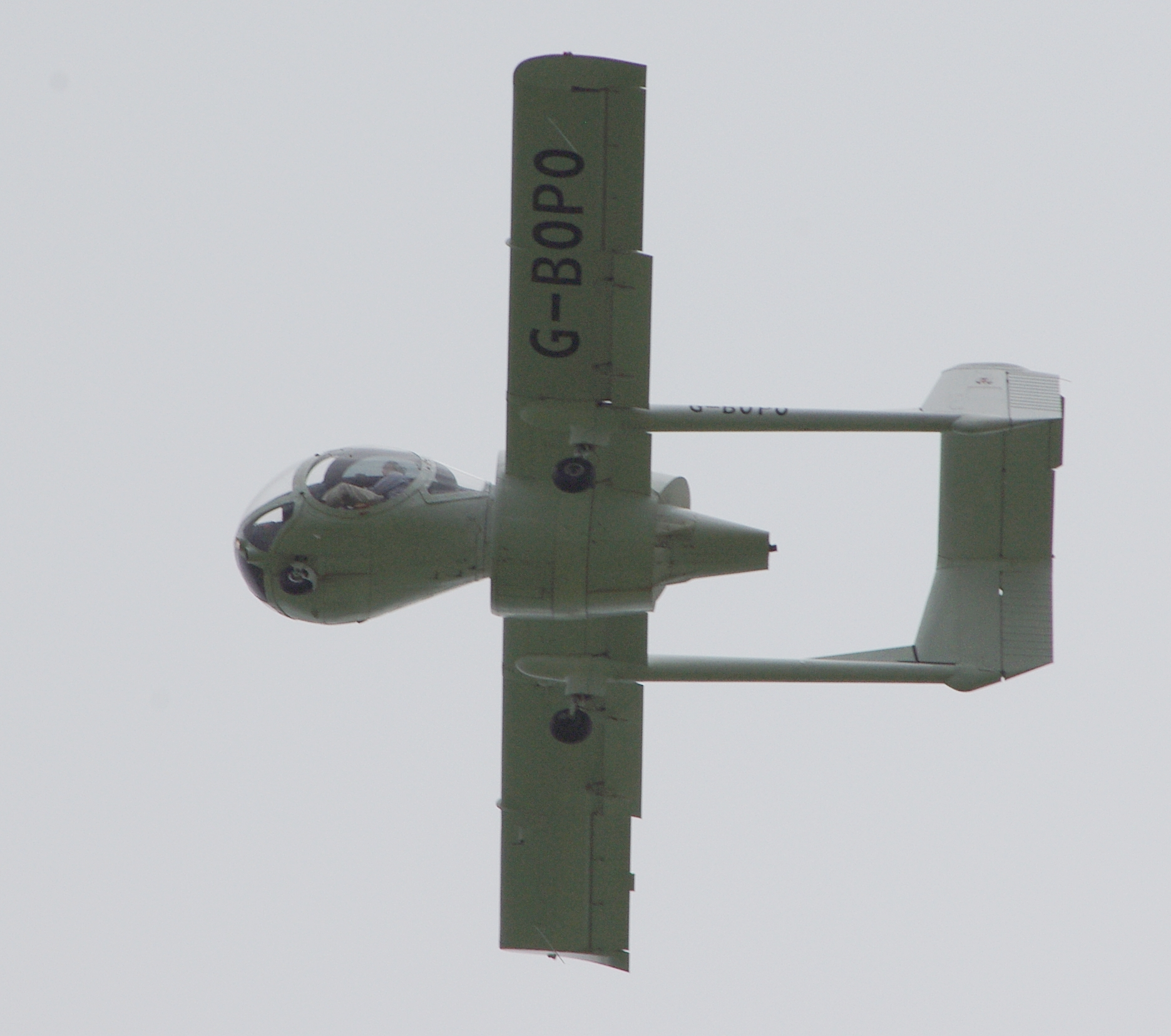
機体下部
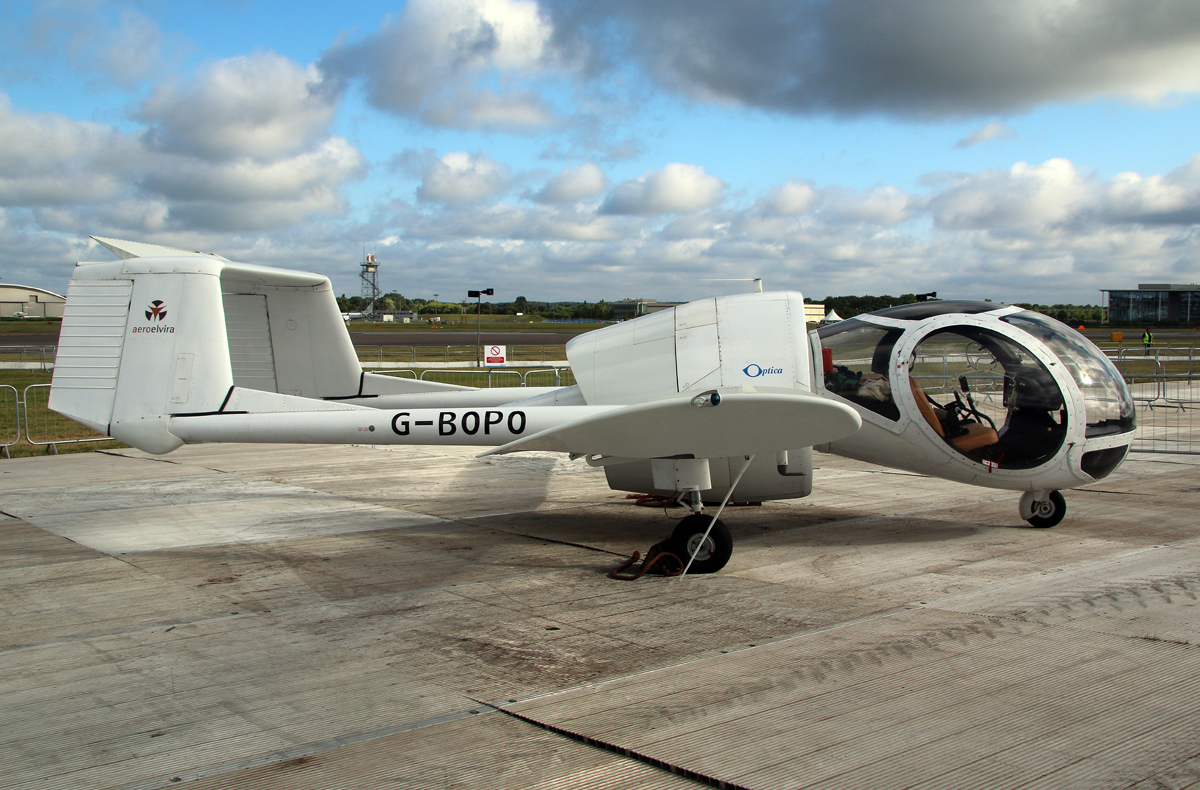
機体右側

## 運用

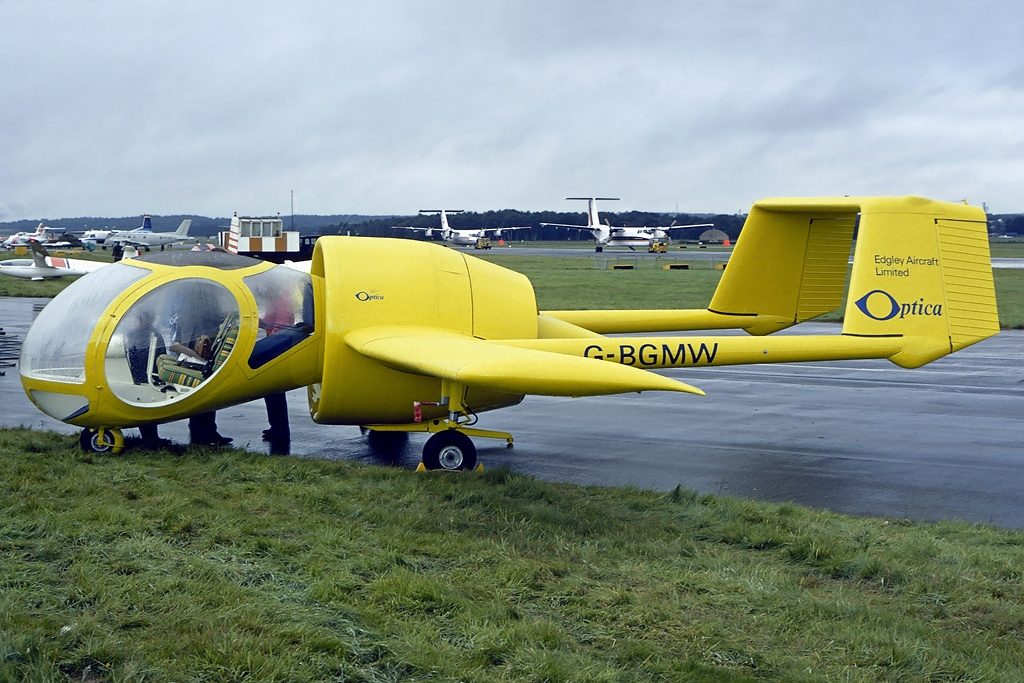
プロトタイプ

ライカミング・エンジンズ製のO-320を装着して1979年12月14日に初飛行を行った。より高出力のライカミング O-540を装着したオプティカは1983年に生産に入り、1985年2月8日に型式認定を取得し20万ポンド（当時）で販売されると、イギリスでは一部の地方警察の航空隊が採用した。この価格はかなり小型の1〜2人用レシプロ（ピストン）エンジンヘリコプターと同価格帯であり、飛行時間や航続距離、ヘリコプターパイロット資格が不要なことや、ランニングコストまでみれば、ヘリコプターより遥かに安価である。
1985年5月15日に警察の機体（G-KATY）が墜落し、ハンプシャー警察の職員2名が死亡した。事故の原因は速度が変わりやすい旋回中の速度不足による失速が疑われたが、この低速度の理由は解明されなかった。この事故が発端で会社が破産したが、生産とサポートを継続するため1985年10月にオプティカ・インダストリーズ社が設立された。ここで25機を追加生産したが、放火により工場と飛行中の1機を除く全ての機体が焼失した。その後、ブルックランズ・エアクラフト社（Brooklands Aircraft）として再生され、同社が1990年3月に破産するまでオプティカの生産を続けた。
米国に2機、オーストラリアに2機飛行している機体があるときに主翼の桁に発生した亀裂により連邦航空局（FAA）から飛行停止命令が出されたが実施はされなかった。
機体の知的財産権は複数の会社を移動したが、最終的に（FLS スプリント160の設計と共に）は再度ジョン・エジレイが買い取っている。エジレイはこの両機種を生産することを望んでおり、これに向けてオプティカ300シリーズの1機（シリアルナンバー：021 G-BOPO）がデモンストレーション用の機体として英国内で修復されている。

## 要目
（オプティカ スカウト）Jane's All the World's Aircraft, 1988-1989 より
- 乗員：操縦士1名、同乗者2名
- 全長：8.15 m (26 ft 9 in)
- 全幅：12.0 m (39 ft 4 in)
- 全高：2.31 m (7 ft 7 in)
- 翼面積：15.8 m² (171 ft²)
- 翼型：NASA GA(W)-1
- 翼面荷重：83.0 kg/m² (17.0 lb/ft²)
- 空虚重量：948 kg (2,090 lb)
- 有効搭載重量：367 kg (810 lb)
- 最大離陸重量：1,315 kg (2,900 lb)
- 出力/重量：0.148 kW/kg (0.0897 hp/lb)
- エンジン：1 ×  テキストロン・ライカミング IO-540-V4A5D 水平対向6気筒 空冷エンジン、194 kW (200 hp)
- ダクテッドファンプロペラ：5枚ブレード
- 超過禁止速度：259 km/h (140 knots, 161 mph)
- 最大速度：213 km/h (115 knots, 132 mph)
- 巡航速度：130 km/h (70 knots, 81 mph) 出力40%の「観測速度」で
- 失速速度：108 km/h (58 knots, 67 mph)
- 巡航高度：4,275 m (14,000 ft)
- 航続距離：1,056 km (570 nm, 656 mi)
- 航続時間：8時間 (観測速度で)
- 上昇率：4.12 m/s (810 ft/min)

- アビオニクス
  - 1 x ターレット式IRカメラ（機首の下部に収納）
  - 1 x 拡声器（警察向け装備）

## 登場作品
- 機動戦士Ζガンダム（1985年） - TV版第13話でアムロ・レイの自家用機として登場する。
- 風の惑星/スリップストリーム（1989年） - 黒く塗装された機体が登場する。